# Водяне-2 (Лозівський район)
Водяне́ —  одне з двох сіл у Близнюківській селищній громаді Лозівського району Харківської області з цією назвою. Населення становить 18 осіб. До 2020 орган місцевого самоврядування — Лукашівська сільська рада.

## Географія
Село Водяне знаходиться на схилах балки Водяна, по якій протікає пересихаючий струмок на якому зроблено загату (~ 15 га). Через 7 км струмок впадає в річку Велика Тернівка. До села примикає село Катеринівка.

## Історія
- 1925 - дата заснування.
- 12 червня 2020 року, відповідно до Розпорядження Кабінету Міністрів України № 725-р «Про визначення адміністративних центрів та затвердження територій територіальних громад Харківської області», увійшло до складу Близнюківської селищної громади.[1]
- 19 липня 2020 року, в результаті адміністративно-територіальної реформи та ліквідації Близнюківського району, увійшло до складу Лозівського району Харківської області.[2]